# Saad Hinti
Saad Hinti (arabisch سعد حنتي; * 27. April 2002) ist ein marokkanischer Hürdenläufer, der sich auf die 400-Meter-Distanz spezialisiert hat. Aktuell ist er Inhaber des Landesrekordes über diese Distanz und 2024 feierte er mit dem Sieg bei den Afrikaspielen in Accra seinen größten sportlichen Erfolg.

## Sportliche Laufbahn
Erste internationale Erfahrungen sammelte Saad Hinti im Jahr 2022, als er bei den Islamic Solidarity Games in Konya in 50,28 s den sechsten Platz über 400 m Hürden belegte und mit der marokkanischen 4-mal-400-Meter-Staffel in 3:03,76 min die Goldmedaille gewann. Im Jahr darauf siegte er in 50,12 s bei den Arabischen U23-Meisterschaften in Radès und gewann dort in 3:08,23 min die Silbermedaille mit der Staffel. Anschließend gewann er bei den Arabischen Meisterschaften in Marrakesch in 49,66 s die Silbermedaille hinter dem Katari Bassem Hemeida und kurz darauf ging er im Finale bei den Panarabischen Spielen in Algier nicht mehr an den Start. Im August siegte er in 49,32 s über 400 m Hürden bei den Spielen der Frankophonie in Kinshasa und gewann auch mit der Staffel in 3:03,44 min die Goldmedaille. 2024 siegte er mit neuem Landesrekord von 48,82 s bei den Afrikaspielen in Accra. Im Juni erreichte er bei den Afrikameisterschaften in Douala das Finale, ging dort aber nicht mehr an den Start.
2022 wurde Hinti marokkanischer Meister im 400-Meter-Hürdenlauf.

## Persönliche Bestzeiten
- 300 Meter: 33,67 s, 27. März 2021 in Rabat (nationale U20-Bestleistung)
- 400 Meter: 46,86 s, 2. Juni 2021 in Rabat
- 400 m Hürden: 48,82 s, 21. März 2024 in Accra (marokkanischer Rekord)